# Gasorwe

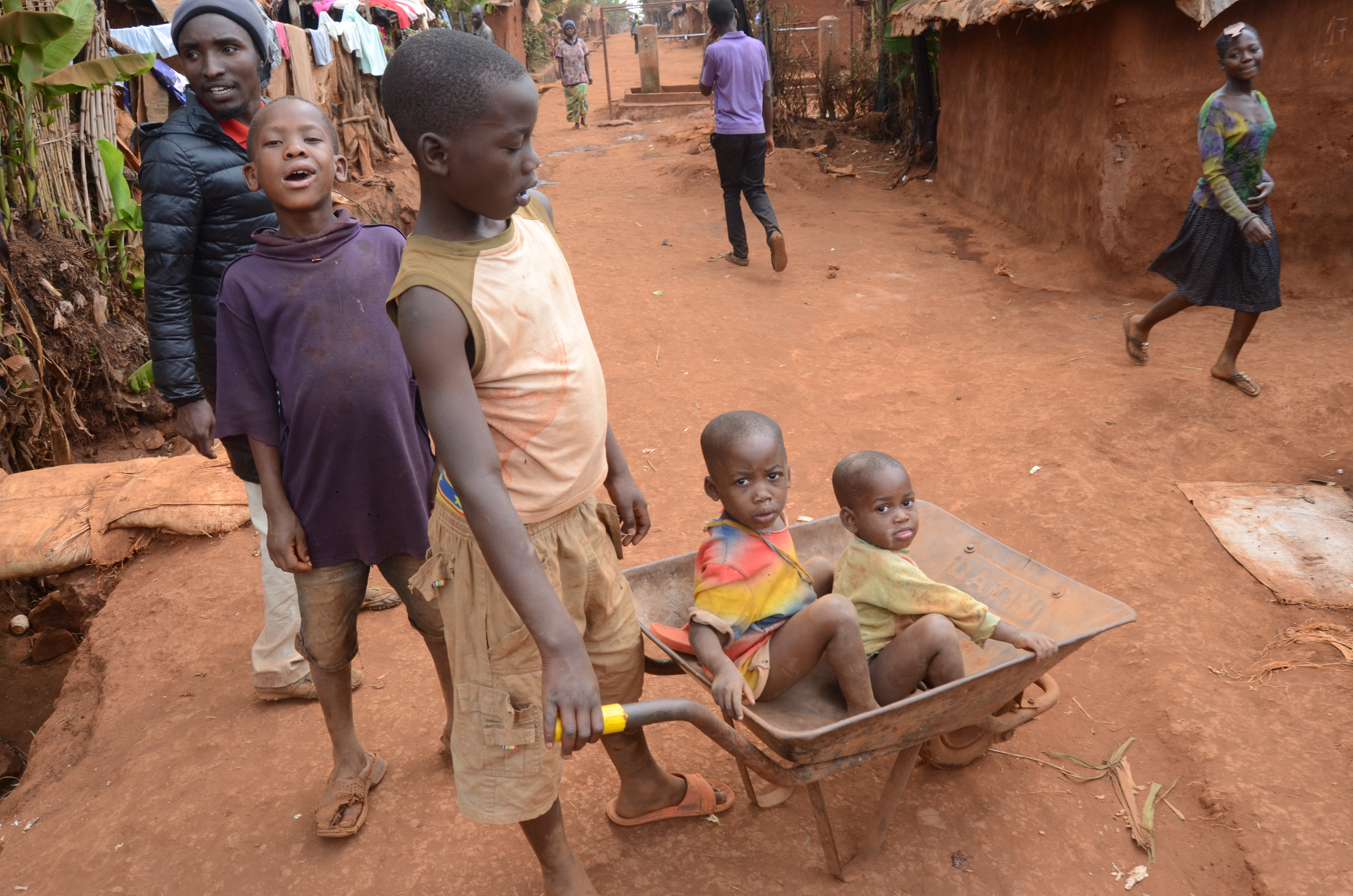
Rifugiati congolesi nel campo di Gasorwe

Gasorwe è un comune del Burundi situato nella provincia di Muyinga con 81.998 abitanti (censimento 2008).

## Geografia antropica

### Suddivisioni amministrative
Il comune è suddiviso in 29 colline.